# Världsmästerskapen i bordtennis 1993
Världsmästerskapen i bordtennis 1993 spelades i Göteborg under perioden 11-23 maj 1993.

## Resultat

### Lag
| Disciplin            | Guld                                                                              | Silver                                                        | Brons                                                                        |
| Herrarnas lagtävling | Sverige Mikael Appelgren Peter Karlsson Erik Lindh Jörgen Persson Jan-Ove Waldner | Kina Liu Guoliang Lü Lin Ma Wenge Wang Hao Wang Tao Zhang Lei | Tyskland Oliver Alke Steffen Fetzner Peter Franz Richard Prause Jörg Roßkopf |
| Damernas lagtävling  | Kina Chen Zihe Deng Yaping Gao Jun Qiao Hong                                      | Nordkorea An Hui-Suk Li Bun-Hui Wi Bok-Sun Yu Sun-Bok         | Sydkorea Hong Cha-Ok Hong Soon-Hwa Hyun Jung-Hwa Park Hae-Jung               |

### Individuellt
| Disciplin   | Guld                 | Silver                    | Brons                    |
| Herrsingel  | Jean-Philippe Gatien | Jean-Michel Saive         | Zoran Primorac           |
| Herrsingel  | Jean-Philippe Gatien | Jean-Michel Saive         | Jan-Ove Waldner          |
| Damsingel   | Hyun Jung-Hwa        | Chen Jing                 | Otilia Badescu           |
| Damsingel   | Hyun Jung-Hwa        | Chen Jing                 | Gao Jun                  |
| Herrdubbel  | Lü Lin Wang Tao      | Ma Wenge Zhang Lei        | Kim Taek-Soo Yoo Nam-Kyu |
| Herrdubbel  | Lü Lin Wang Tao      | Ma Wenge Zhang Lei        | Lin Zhigang Liu Guoliang |
| Damdubbel   | Liu Wei Qiao Yunping | Deng Yaping Qiao Hong     | Chen Zihe Gao Jun        |
| Damdubbel   | Liu Wei Qiao Yunping | Deng Yaping Qiao Hong     | Chai Po Wa Chan Tan Lui  |
| Mixeddubbel | Wang Tao Liu Wei     | Yoo Nam-Kyu Hyun Jung-Hwa | Ma Wenge Qiao Yunping    |
| Mixeddubbel | Wang Tao Liu Wei     | Yoo Nam-Kyu Hyun Jung-Hwa | Li Sung Yu Sun-Bok       |

### Fotnoter
1. ↑  ”World Championships Results”. ITTF Museum. Arkiverad från originalet den 11 maj 2012. https://web.archive.org/web/20120511103023/http://www.ittf.com/museum/results/WorldChresults.html. Läst 7 april 2012.
2. ↑  ”ITTF Statistics”. ittf.com. Arkiverad från originalet den 4 mars 2016. https://web.archive.org/web/20160304204155/http://www.ittf.com/ittf_stats/All_events4.asp?Competition_ID=174. Läst 7 april 2012.